# Bahnhof Engaru
Der Bahnhof Engaru (jap. 遠軽駅, Engaru-eki) ist ein Bahnhof auf der japanischen Insel Hokkaidō. Er befindet sich in der Unterpräfektur Okhotsk auf dem Gebiet der Stadt Engaru.

## Verbindungen
Engaru ist ein Endbahnhof und früherer Trennungsbahnhof an der Sekihoku-Hauptlinie. Diese führt von Asahikawa über Kitami nach Abashiri und wird von der Gesellschaft JR Hokkaido betrieben. Sämtliche hier verkehrenden Züge halten an diesem Bahnhof. Im Fernverkehr verbinden täglich vier Ochotsk-Schnellzugpaare die Präfekturhauptstadt Sapporo mit Asahikawa und Abashiri. Hinzu kommt einmal täglich der Eilzug Kitami von Asahikawa nach Kitami und zurück. Im Nahverkehr gibt es alle zwei bis drei Stunden einen Regionalzug nach Abashiri, während der durch das Kitami-Gebirge führende Abschnitt nach Kamikawa von nur einem Regionalzug täglich befahren wird.
Der Bahnhof wird von verschiedenen Fern- und Regionallinien der Gesellschaft Hokkaidō Kitami Bus bedient, ebenso von Linien der Stadtbusbetriebe von Engaru und Saroma.

## Anlage
Der Bahnhof liegt nahe dem Stadtzentrum und ist von Süden nach Norden ausgerichtet. Er besitzt vier Gleise, von denen drei dem Personenverkehr dienen. Diese liegen am Hausbahnsteig und an einem überdachten Mittelbahnsteig, der durch eine gedeckte Überführung mit dem Empfangsgebäude an der Ostseite der Anlage verbunden ist.
Die Sekihoku-Linie erreicht den Bahnhof von Südwesten her und führt in südlicher Richtung weiter. Dies hat zur Folge, dass sämtliche Personen- und Güterzüge hier Kopf machen (d. h. wenden) müssen. Ursprünglich war die Anlage als Durchgangsbahnhof errichtet worden. Im Norden führte die Strecke weiter in Richtung Yūbetsu an der Küste des Ochotskischen Meeres. Seit ihrer Stilllegung endet das Gleis jedoch nach einigen hundert Metern stumpf. Am westlichen Rand der Anlage befindet sich eine nicht mehr genutzte Drehscheibe, der dazu gehörende Ringlokschuppen wurde abgerissen.

## Bilder

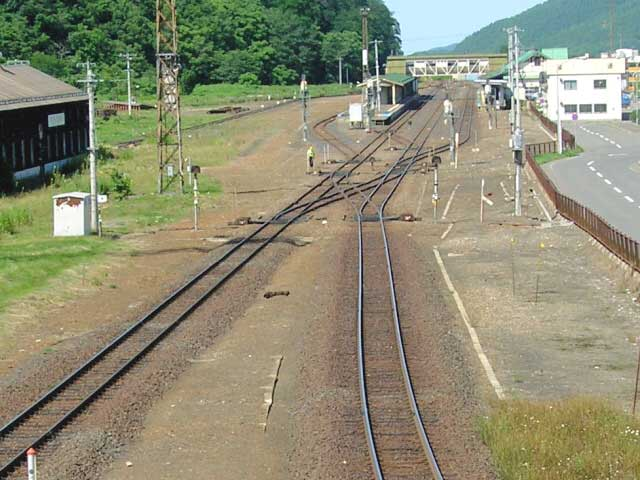
Gleisanlage
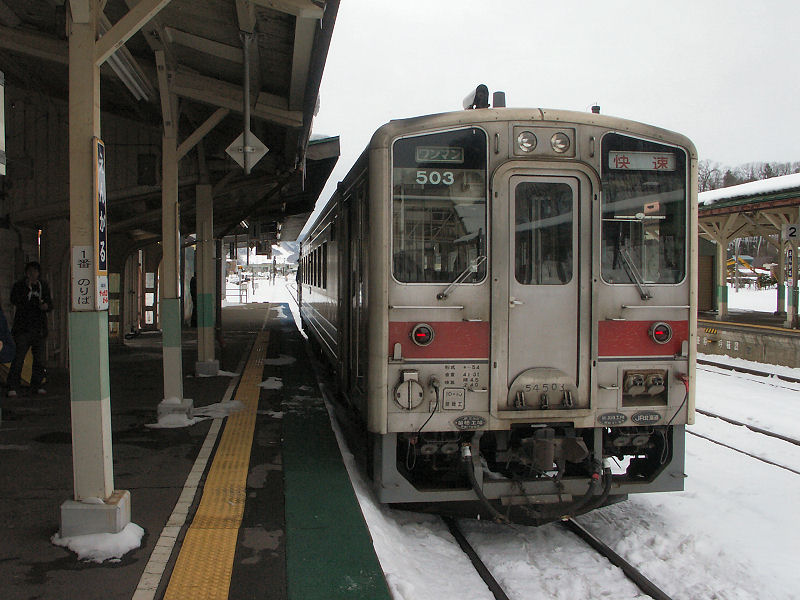
Eilzug nach Asahikawa
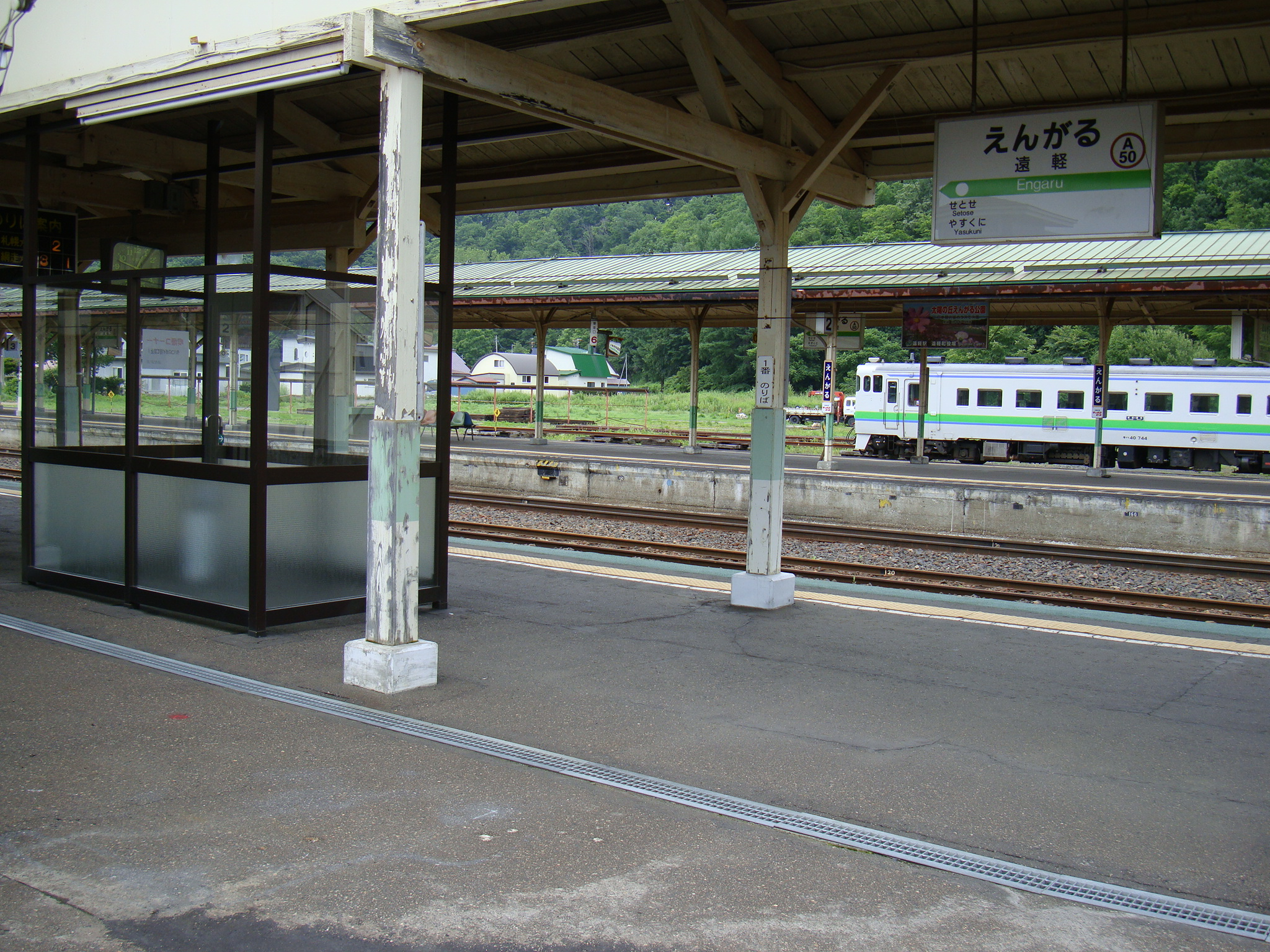
Bahnsteige
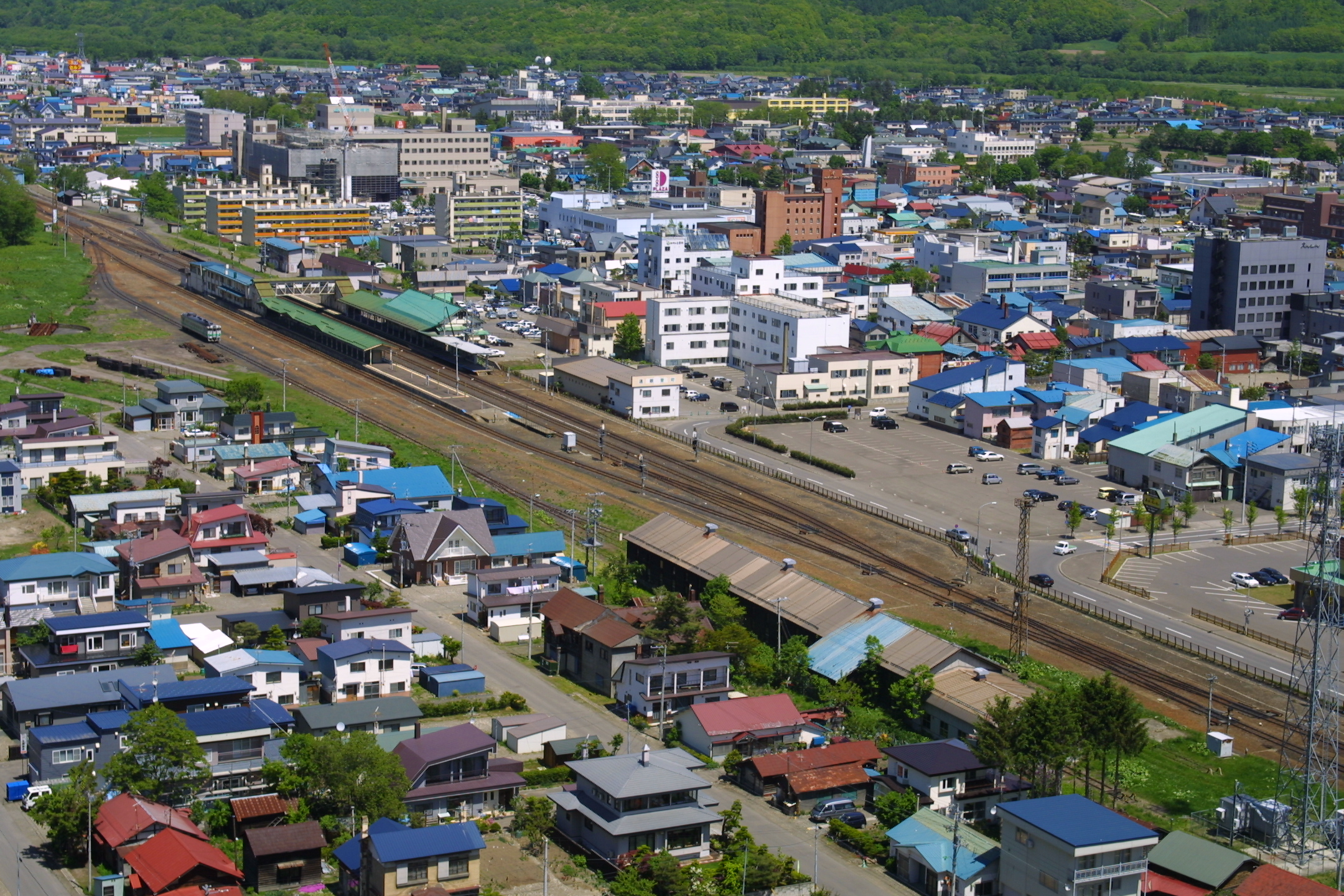
Luftansicht
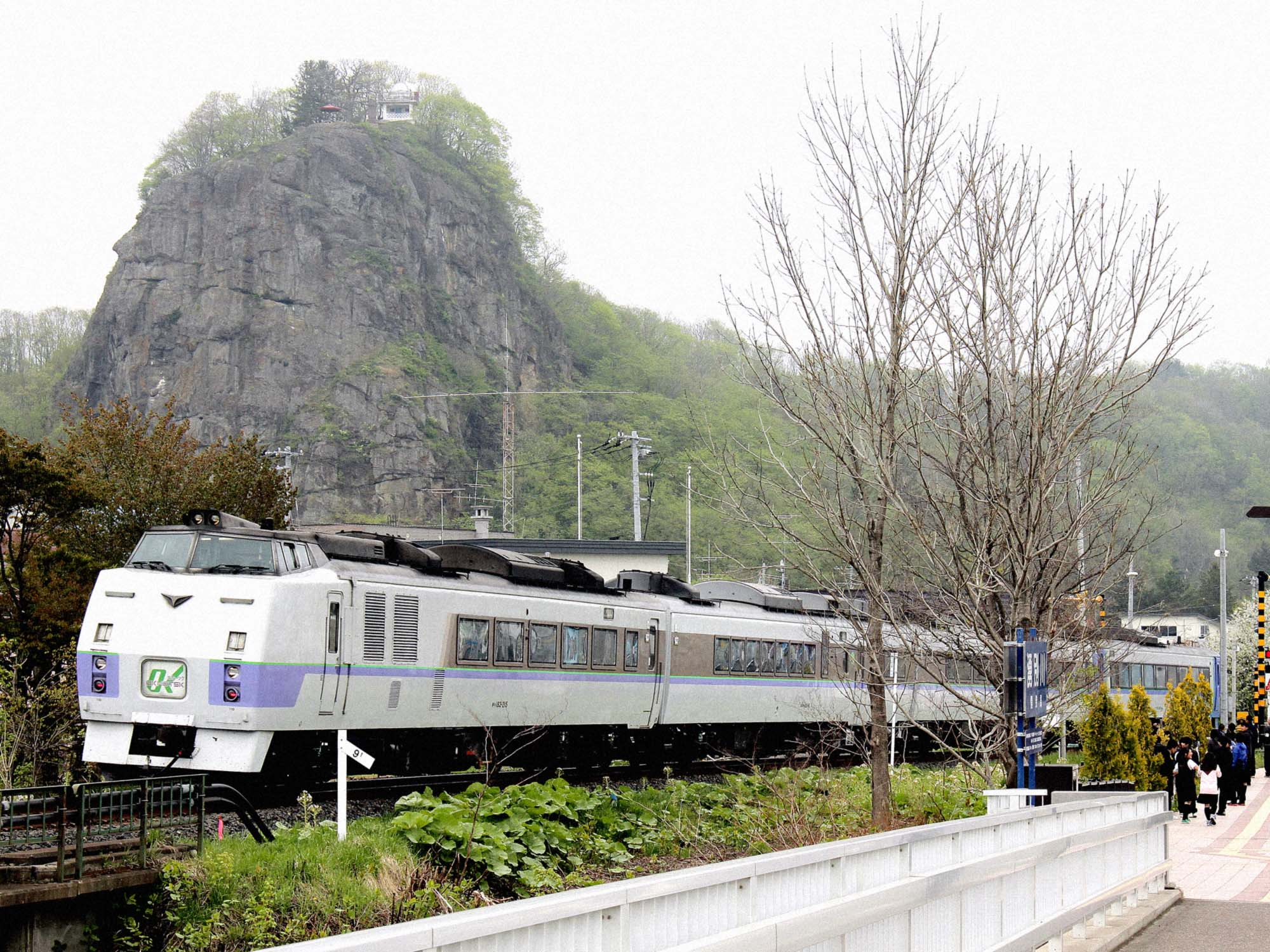
Der Okhotsk-Schnellzug fährt am Fuße des Kanboiwa

## Linien
| Verlauf der Sekihoku-Hauptlinie |
| --- |
| Asahikawa • Asahikawa-Yojō • Shin-Asahikawa • Minami-Nagayama • Higashi-Asahikawa • Sakuraoka • Tōma • Ikaushi • Aibetsu • Naka-Aibetsu • Antaroma • Kamikawa • Shirataki • Maruseppu • Setose • Engaru • Yasukuni • Ikutahara • Nishi-Rubeshibe • Rubeshibe • Ainonai • Higashi-Ainonai • Nishi-Kitami • Kitami • Hakuyō • Itoshino • Tanno • Hiushinai • Bihoro • Nishi-Memambetsu • Memambetsu • Yobito • Abashiri |

## Geschichte

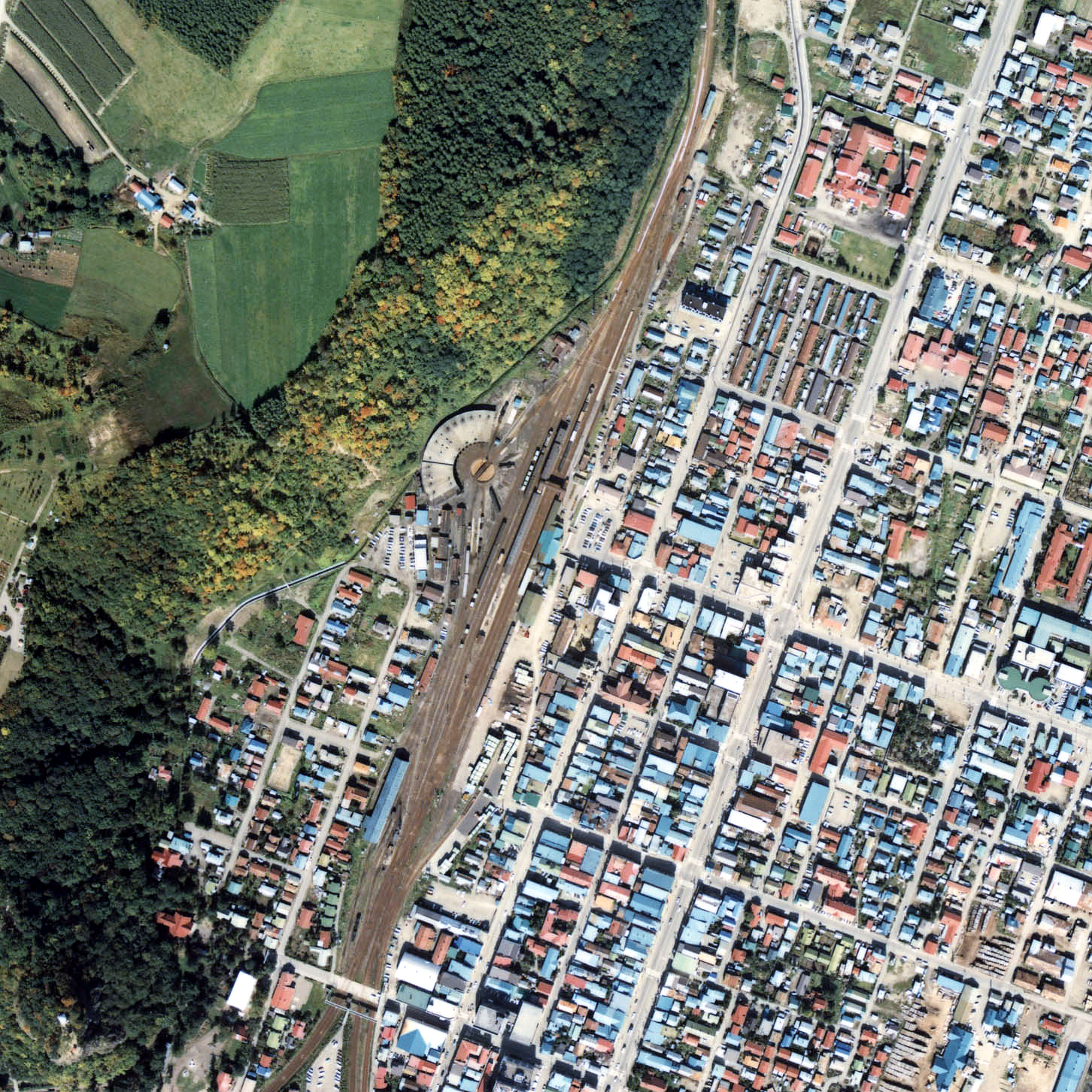
Luftansicht von 1977; erkennbar sind die nach Norden führende Strecke und der Lokringschuppen

Das Eisenbahnamt (das spätere Eisenbahnministerium) eröffnete am 1. November 1915 die Strecke von Yasukuni über Engaru nach Kaisei. Es handelte sich dabei um die Yūbetsu-Kleinbahnlinie (湧別軽便線, Yūbetsu-keibensen), eine provisorische Schmalspurbahn mit einer Spurweite von 762 mm. Diese wurde bereits am 7. November 1916 auf die übliche Kapspur von 1067 mm umgespurt und in die bereits bestehende Yūbetsu-Linie integriert.
Von Asahikawa aus war Engaru nur mit einem langen Umweg über Nayoro erreichbar, weshalb das Eisenbahnministerium zu Beginn der 1920er Jahre eine direkte Verbindung durch das Kitami-Gebirge in Angriff nahm. Engaru war der östliche Ausgangspunkt des umfangreichen Bauvorhabens. Am 10. Oktober 1927 erfolgte die Eröffnung des ersten Teilstücks der Sekihokutō-Linie (石北東線, Sekihokutō-sen) nach Maruseppu. Mit der Inbetriebnahme des Scheiteltunnels am 1. Oktober 1932 war die Direktverbindung vollendet. Am selben Tag erhielten die von Westen her vorangetriebene Sekihokusai-Linie (石北西線, Sekihokusai-sen), die Sekihokutō-Linie und die Yūbetsu-Linie südlich von Engaru die neue gemeinsame Bezeichnung Sekihoku-Linie (石北線, Sekihoku-sen). Der nördlich von Engaru befindliche Teil der Yūbetsu-Linie ging in der Nayoro-Hauptlinie auf.
1934 erhielt der zu einem Verkehrsknotenpunkt avancierte Bahnhof Engaru ein neues Empfangsgebäude. Die Japanische Staatsbahn gab der Sekihoku-Linie am 1. April 1961 die neue Bezeichnung Sekihoku-Hauptlinie. 1967 richtete sie einen kleinen Containerterminal ein. Aus Kostengründen stellte die Staatsbahn am 1. Februar 1984 die Gepäckaufgabe ein, am 14. März 1985 auch den Güterumschlag. Im Rahmen der Staatsbahnprivatisierung ging der Bahnhof am 1. April 1987 in den Besitz der neuen Gesellschaft JR Hokkaido über. Diese legte am 1. Mai 1989 die Nayoro-Hauptlinie still, seither kann der Bahnhof nur noch von einer Richtung angefahren werden.